# Équipe du Brésil masculine de water-polo
L’équipe du Brésil de water-polo masculin est la sélection nationale masculine représentant le Brésil dans les compétitions internationales de water-polo. 
Sa meilleure performance aux Jeux olympiques est une quatrième place en 1920 à Anvers.
L'équipe est troisième de la Ligue mondiale de water-polo masculin 2015.
Le Brésil remporte les Jeux panaméricains en 1965, est médaillé d'argent aux Jeux panaméricains de 1951, 1967, 1995, 2003, 2007 et 2015, et termine troisième des Jeux panaméricains en 1955, 1959, 1987, 1991 et 2011.

## Performances dans les compétitions internationales

### Jeux olympiques
- 1984 : 12e place
- 2016 : 8e place